# Luisa Rivera
Luisa Rivera (Santiago de Chile, 1987) es una ilustradora y artista chilena.

## Biografía
Estudió ilustración en el College of Art and Design esta radicada en Londres. Fue la encargada de ilustrar la edición especial de 50 años de la novela Cien años de soledad, posteriormente en 2019 también trabajó en las ilustraciones de la obra El amor en los tiempos del cólera. Su estilo de ilustración es de pinturas a base de agua.

## Obras
Ha trabajado en las obras de Subterra (2011), Trenzas (2012), Breviario Mínimo (2012), La Pimpinela Escarlata (2016), La Buena Esposa (2016), Me Crece la Barba (2017), Cien Años de Soledad (2018) y El Amor en los Tiempos del Cólera (2019).